# Välinge landskommun
Välinge landskommun var en tidigare kommun i dåvarande Malmöhus län.

## Administrativ historik
Kommunen bildades i Välinge socken i Luggude härad i Skåne när 1862 års kommunalförordningar trädde i kraft. 
Vid kommunreformen 1952 uppgick kommunen i Kattarps landskommun som 1971 uppgick i Helsingborgs kommun.

## Politik

### Mandatfördelning i valen 1919–1946
| 12 | 8 |

| 20 |

| 15 |

| 15 |

| 15 |

| 15 |

| 20 |

| 20 |

| 12 | 8 |

| 20 |

| 15 | 5 |

| 20 |

| 15 | 5 |

| 20 |

| 14 | 6 |

| 19 |